# 3596 Meriones
3596 Meriones è un asteroide troiano di Giove del campo greco. Scoperto nel 1985, presenta un'orbita caratterizzata da un semiasse maggiore pari a 5,1686503 UA e da un'eccentricità di 0,0729074, inclinata di 23,53001° rispetto all'eclittica.
L'asteroide è dedicato a Merione, principe cretese.